# Szedresvölgyi berkenye
A szedresvölgyi berkenye (Sorbus vallerubusensis) a rózsafélék családjába, ezen belül a berkenyék (Sorbus) növénynemzetségébe tartozó növényfaj. Különálló taxonként Németh Csaba írta le 2009-ben, a lisztes berkenye (Sorbus aria) rokonsági körébe tartozó, de attól és más közel rokon kisfajoktól is több jellegzetességében eltérő fajként.

## Megjelenése
Leírója szerint 15 méter magasra is megnőhet, egyszerű levelei karéjosak, a karéjok rövidek, hegyesek, finoman kihegyezettek, csak a szélükön fogazottak. A levelek ékvállúak, fonákuk viszonylag sűrűn, fehéresszürkén molyhos és a 16–22 mm hosszú levélnyél is gyéren molyhos. A levéálérpárok száma 8-9. Virágzatában a virágok száma 40–50 is lehet, a fehér párta széles tojásdad, belső oldalának alsó harmadában szintén molyhos. Az érett termés barnásvörös, alma alakú, a szélességénél mindig kicsit rövidebb, paraszemölcsökkel pettyezett.
Hasonlít hozzá a csákberényi berkenye (Sorbus pseudovertesensis), de ez utóbbi levele lándzsás vagy tojásdad-lándzsás, levélfonáka zöldesszürkén molyhos és levélérpárjainak száma több (9–11). Szintén hasonló a bakonyi előfordulású Rédl-berkenye (Sorbus redliana), ennek levele azonban kisebb, vastagabb, erőteljesebben és durvábban fogazott.

## Előfordulása
A faj előfordulási területe a Vértes hegységben található, a Csákberénytől északra elterülő szövevényes völgyrendszerben, amelyen belül a Szedres-völgy (egyes térképeken Juhdöglő-völgy) bennszülöttje. Állománya itt nyílt és zárt dolomit sziklagyepekkel mozaikosan elegyes tölgyes, illetve a völgy felől felhúzódó bükkös közötti átmeneti zónában él, számos más berkenye-kisfajjal közös társulásban.

## Védettsége
Magyarországon a lisztes berkenye rokonsági körébe tartozó összes kisfajjal együtt védett faj, természetvédelmi értéke jelenleg (2013-as állapot szerint) 10.000 forint.